# Cruzeiro do Iguaçu
Cruzeiro do Iguaçu är en kommun i Brasilien.   Den ligger i delstaten Paraná, i den södra delen av landet, 1 200 km sydväst om huvudstaden Brasília. Antalet invånare är 4 274.
Omgivningarna runt Cruzeiro do Iguaçu är en mosaik av jordbruksmark och naturlig växtlighet. Runt Cruzeiro do Iguaçu är det ganska tätbefolkat, med 78 invånare per kvadratkilometer.